# Javier Frana
Javier Frana (Rafaela, 25 december 1966) is een voormalig Argentijns tennisspeler die tussen 1986 en 1997 als prof uitkwam op de ATP-tour.
Frana won in zijn carrière drie ATP-titels in het enkelspel en was zeven keer toernooiwinnaar in het dubbelspel.
Op Roland Garros in 1996 won hij zijn enige grandslamtitel, samen met zijn landgenote Patricia Tarabini.
Tijdens de Olympische Zomerspelen van 1992 in Barcelona behaalde Frana met Christian Miniussi de bronzen medaille in het dubbelspel.

## Prestaties
| Legenda                       |
| ----------------------------- |
| Grand Slam                    |
| Olympische Spelen             |
| Tennis Masters Cup            |
| ATP Masters Series            |
| ATP International Series Gold |
| ATP International Series      |

### Enkelspel
| Nr.                          | Datum            | Toernooi         | Ondergrond | Tegenstander in finale | Score         |         |
| ---------------------------- | ---------------- | ---------------- | ---------- | ---------------------- | ------------- | ------- |
| Gewonnen finales             |                  |                  |            |                        |               |         |
| 1.                           | 27 oktober 1991  | ATP Guarujá-2    | Hardcourt  | Markus Zoecke          | 2-6, 7-6, 6-3 | details |
| 2.                           | 31 oktober 1993  | ATP Santiago     | Gravel     | Emilio Sánchez         | 7-5, 3-6, 6-3 | details |
| 3.                           | 25 juni 1995     | ATP Nottingham   | Gras       | Todd Woodbridge        | 7-6, 6-3      | details |
| Verloren finales             |                  |                  |            |                        |               |         |
| 1.                           | 27 november 1988 | ATP Itaparica    | Hardcourt  | Jaime Yzaga            | 6-7, 2-6      | details |
| 2.                           | 14 juli 1991     | ATP Newport (1)  | Gras       | Bryan Shelton          | 6-3, 4-6, 4-6 | details |
| 3.                           | 11 juli 1993     | ATP Newport (2)  | Gras       | Greg Rusedski          | 5-7, 7-6, 6-7 | details |
| 4.                           | 13 november 1994 | ATP Buenos Aires | Gravel     | Àlex Corretja          | 3-6, 7-5, 6-7 | details |
| 5.                           | 23 april 1995    | ATP Bermuda      | Gravel     | Mauricio Hadad         | 6-7, 6-3, 4-6 | details |
| 6.                           | 14 mei 1995      | ATP Pinehurst    | Gravel     | Thomas Enqvist         | 3-6, 6-3, 3-6 | details |
| Gewonnen finales challengers |                  |                  |            |                        |               |         |
| 1.                           | 8 november 1987  | Santiago         | Gravel     | Alberto Mancini        | 2-6, 6-3, 6-4 |         |
| 2.                           | 17 april 1988    | Rio de Janeiro-1 | Tapijt     | Cássio Motta           | 7-5, 4-6, 6-3 |         |
| 3.                           | 7 februari 1993  | Punta del Este   | Gravel     | Cássio Motta           | 4-6, 6-2, 7-6 |         |

### Dubbelspel
| Nr.                                     | Datum             | Toernooi         | Ondergrond | Partner              | Tegenstanders in finale           | Score              | Details |
| --------------------------------------- | ----------------- | ---------------- | ---------- | -------------------- | --------------------------------- | ------------------ | ------- |
| Gewonnen finales mannendubbelspel       |                   |                  |            |                      |                                   |                    |         |
| 1.                                      | 22 mei 1988       | ATP Florence     | Gravel     | Christian Miniussi   | Claudio Pistolesi Horst Skoff     | 7-6, 6-4           | Details |
| 2.                                      | 11 februari 1990  | ATP Guarujá      | Hardcourt  | Gustavo Luza         | Luiz Mattar Cássio Motta          | 7-6, 7-6           | Details |
| 3.                                      | 4 augustus 1991   | ATP Los Angeles  | Hardcourt  | Jim Pugh             | Glenn Michibata Brad Pearce       | 7-5, 2-6, 6-4      | Details |
| 4.                                      | 11 juli 1993      | ATP Newport      | Gras       | Christo van Rensburg | Byron Black Jim Pugh              | 4-6, 6-1, 7-6      | Details |
| 5.                                      | 19 september 1993 | ATP Bordeaux     | Gravel     | Pablo Albano         | David Adams Andrej Olchovski      | 7-6, 4-6, 6-3      | Details |
| 6.                                      | 5 maart 1995      | ATP Mexico-Stad  | Gravel     | Leonardo Lavalle     | Marc-Kevin Goellner Diego Nargiso | 7-5, 6-3           | Details |
| 7.                                      | 15 oktober 1995   | ATP Ostrava      | Tapijt (i) | Jonas Björkman       | Guy Forget Patrick Rafter         | 6-7, 6-4, 7-6      | Details |
| Verloren finales mannendubbelspel       |                   |                  |            |                      |                                   |                    |         |
| 1.                                      | 27 september 1987 | ATP Barcelona    | Gravel     | Christian Miniussi   | Miloslav Mečíř Tomáš Šmíd         | 1-6, 2-6           | Details |
| 2.                                      | 11 januari 1988   | ATP Guarujá      | Hardcourt  | Diego Pérez          | Ricardo Acuña Luke Jensen         | 1-6, 4-6           | Details |
| 3.                                      | 6 juli 1991       | Wimbledon        | Gras       | Leonardo Lavalle     | John Fitzgerald Anders Järryd     | 3-6, 4-6, 7-6, 1-6 | Details |
| 4.                                      | 14 juli 1991      | ATP Newport      | Gras       | Bruce Steel          | Gianluca Pozzi Brett Steven       | 4-6, 4-6           | Details |
| 5.                                      | 13 oktober 1991   | ATP Tel Aviv     | Hardcourt  | Leonardo Lavalle     | David Rikl Michiel Schapers       | 2-6, 7-6, 3-6      | Details |
| 6.                                      | 3 november 1991   | ATP Búzios       | Hardcourt  | Leonardo Lavalle     | Sergio Casal Emilio Sánchez       | 6-4, 3-6, 4-6      | Details |
| 7.                                      | 24 mei 1992       | ATP Bologna      | Gravel     | Javier Sánchez       | Luke Jensen Laurie Warder         | 2-6, 3-6           | Details |
| 8.                                      | 18 april 1993     | ATP Charlotte    | Gravel     | Leonardo Lavalle     | Rikard Bergh Trevor Kronemann     | 1-6, 2-6           | Details |
| 9.                                      | 7 november 1993   | ATP São Paulo    | Gravel     | Pablo Albano         | Sergio Casal Emilio Sánchez       | 6-4, 6-7, 4-6      | Details |
| Gewonnen finales gemengd dubbelspel     |                   |                  |            |                      |                                   |                    |         |
| 1.                                      | 9 juni 1996       | Roland Garros    | Gravel     | Patricia Tarabini    | Nicole Arendt Luke Jensen         | 6-2, 6-2           | details |
| Gewonnen finales dubbelspel challengers |                   |                  |            |                      |                                   |                    |         |
| 1.                                      | 29 juni 1986      | Clermont-Ferrand | Gravel     | Gustavo Guerrero     | Gilad Bloom Carl-Uwe Steeb        | 6-1, 6-0           |         |
| 2.                                      | 6 juli 1986       | Chartres         | Gravel     | Gustavo Guerrero     | Mansour Bahrami Éric Winogradsky  | 6-2, 6-4           |         |
| 3.                                      | 8 november 1987   | Santiago         | Gravel     | Hans Gildemeister    | Alexandre Hocevar Marcos Hocevar  | 6-4, 6-3           |         |
| 4.                                      | 5 november 1989   | Bahia            | Gravel     | Cássio Motta         | Sergio Casal Javier Sánchez       | 6-4, 6-2           |         |
| 5.                                      | 18 februari 1990  | São Paulo-1      | Gravel     | Gustavo Luza         | Ricardo Camargo Ivan Kley         | 6-3, 7-6           |         |
| 6.                                      | 12 augustus 1990  | São Paulo-2      | Gravel     | Cássio Motta         | João Zwetsch Gabriel Markus       | 6-3, 3-6, 6-1      |         |
| 7.                                      | 19 juli 1992      | Newcastle        | Gras       | Christo van Rensburg | Kent Kinnear Peter Nyborg         | 7-6, 7-6           |         |
| 8.                                      | 18 oktober 1992   | Buenos Aires     | Gravel     | Pablo Albano         | Horacio de la Peña Gabriel Markus | 2-6, 6-3, 6-4      |         |
| 9.                                      | 11 april 1993     | San Luis Potosi  | Gravel     | Leonardo Lavalle     | Francisco Montana Bryan Shelton   | 6-3, 4-6, 6-4      |         |
| 10.                                     | 19 februari 1995  | Mar del Plata    | Gravel     | Luis Lobo            | Jordi Burillo Hernán Gumy         | 7-6, 6-0           |         |
| 11.                                     | 28 april 1996     | Birmingham       | Gravel     | Karel Nováček        | Matt Lucena Dave Rendall          | 6-3, 6-1           |         |
| 12.                                     | 13 april 1997     | Bermuda          | Gravel     | Mark Knowles         | Lucas Arnold Ker Daniel Orsanic   | 6-3, 6-7, 6-3      |         |

## Prestatietabel grandslamtoernooien
| Legenda | Legenda                          |
| ------- | -------------------------------- |
| g.t.    | geen toernooi gehouden           |
| l.c.    | lagere categorie                 |
| –       | niet deelgenomen                 |
| G       | uitgeschakeld in de groepsfase   |
| 1R      | uitgeschakeld in de eerste ronde |
| 2R      | uitgeschakeld in de tweede ronde |
| 3R      | uitgeschakeld in de derde ronde  |
| 4R      | uitgeschakeld in de vierde ronde |
| KF      | uitgeschakeld in de kwartfinale  |
| HF      | uitgeschakeld in de halve finale |
| F       | de finale verloren               |
| W       | het toernooi gewonnen            |
| w-v     | winst/verlies-balans             |

### Enkelspel
| Toernooi        | 1987 | 1988 | 1989 | 1991 | 1992 | 1993 | 1994 | 1995 | 1996 | 1997 |
| --------------- | ---- | ---- | ---- | ---- | ---- | ---- | ---- | ---- | ---- | ---- |
| Australian Open | 3R   | –    | –    | 1R   | 1R   | –    | –    | –    | 2R   | 2R   |
| Roland Garros   | –    | –    | –    | –    | 1R   | 1R   | 4R   | 1R   | 1R   | 1R   |
| Wimbledon       | –    | 2R   | 2R   | 3R   | 1R   | 3R   | 3R   | 3R   | 1R   | 2R   |
| US Open         | –    | 1R   | 1R   | 2R   | 1R   | –    | 4R   | 1R   | 1R   | –    |

### Mannendubbelspel
| Toernooi        | 1987 | 1988 | 1989 | 1990 | 1991 | 1992 | 1993 | 1994 | 1995 | 1996 | 1997 |
| --------------- | ---- | ---- | ---- | ---- | ---- | ---- | ---- | ---- | ---- | ---- | ---- |
| Australian Open | 1R   | –    | –    | –    | 2R   | 1R   | –    | –    | –    | 2R   | 1R   |
| Roland Garros   | –    | 2R   | –    | 2R   | HF   | 3R   | 3R   | 1R   | 1R   | KF   | 1R   |
| Wimbledon       | 1R   | 1R   | HF   | HF   | F    | 3R   | 2R   | 2R   | 1R   | 1R   | –    |
| US Open         | –    | –    | 2R   | 2R   | 3R   | 2R   | –    | –    | –    | –    | –    |

### Gemengd dubbelspel
| Toernooi        | 1990 | 1991 | 1992 | 1993 | 1994 | 1995 | 1996 | 1997 |
| --------------- | ---- | ---- | ---- | ---- | ---- | ---- | ---- | ---- |
| Australian Open | –    | 1R   | 1R   | –    | –    | –    | 1R   | –    |
| Roland Garros   | 3R   | HF   | 2R   | –    | –    | –    | W    | 3R   |
| Wimbledon       | –    | –    | 3R   | 1R   | 3R   | 2R   | –    | –    |
| US Open         | –    | –    | –    | –    | –    | –    | –    | –    |